# 阿尔曼斯霍芬
阿尔曼斯霍芬是德国巴伐利亚州的一个市镇。总面积10.32平方公里，总人口821人，其中男性428人，女性393人（2011年12月31日），人口密度80人/平方公里。